# Holomitrium obliquum
Holomitrium obliquum är en bladmossart som beskrevs av Ernest Stanley Salmon 1898. Holomitrium obliquum ingår i släktet Holomitrium och familjen Dicranaceae. Inga underarter finns listade i Catalogue of Life.